# Саид Халим-паша
Саид Халим-паша (тур. Said Halim-paşa, 1863—1921) — Великий визирь Османской империи.

## Биография
Саид Халим родился в Каире в 1863 году, был внуком египетского хедива Мухаммеда Али. В детстве изучил арабский, персидский, английский и французский языки, потом 5 лет изучал политические науки в Швейцарии.
С 1888 года стал членом Шура-и Девлет (Государственного совета), впоследствии занимал различные административные посты.

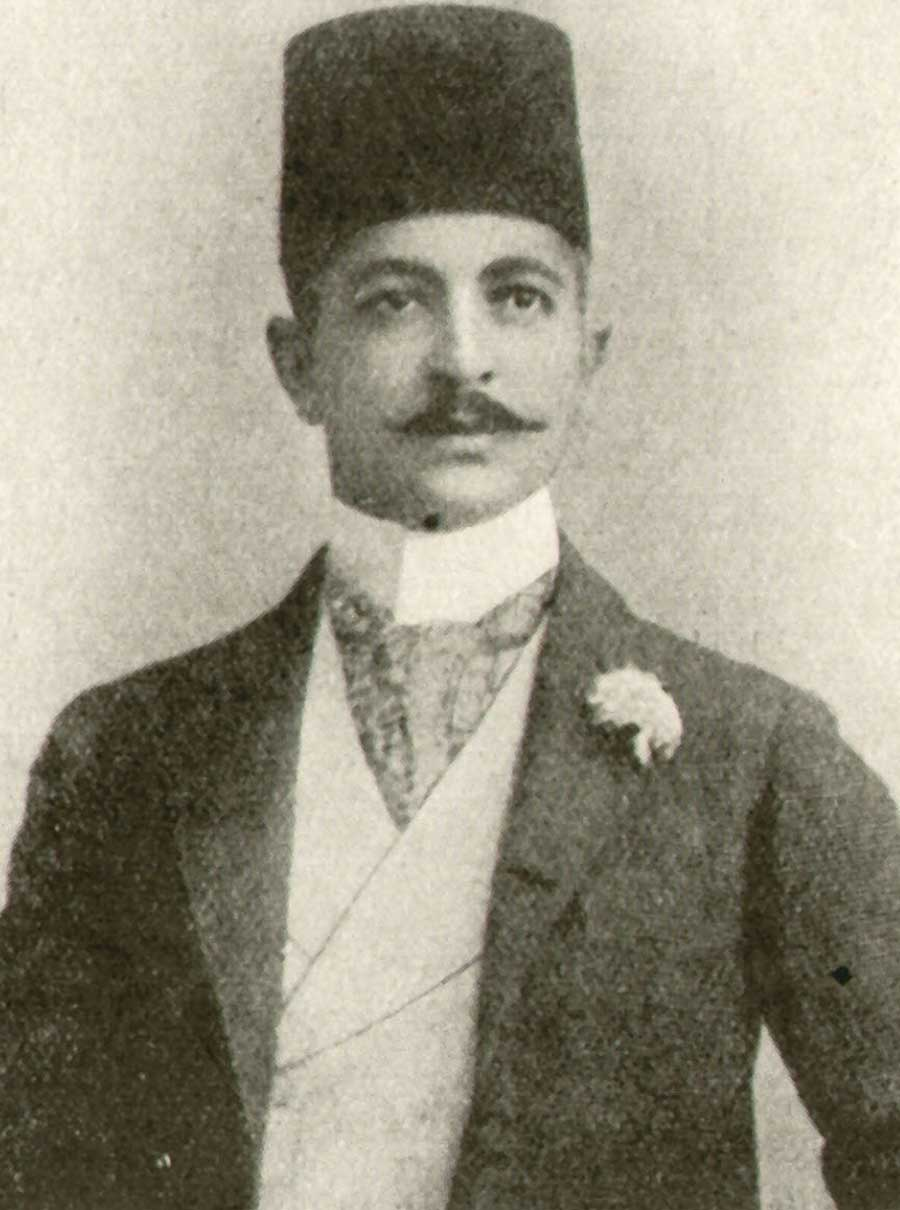
Саид Халим-паша в молодости.

В 1912 году стал генеральным секретарём партии «Единение и прогресс». После убийства в 1913 году Махмуда Шевкет-паши стал великим визирем. За подписание в сентябре 1913 года мирного договора с Болгарией султан наградил Саида Халима медалью «Имтияз». В должности великого визиря Саид Халим подписал соглашение об османско-германском альянсе, что впоследствии привело к вступлению Османской империи в Первую мировую войну.
По окончании войны, в марте 1919 года Саид Халим был арестован союзниками по обвинению в развязывании войны и 29 мая 1919 года помещён в тюрьму на Мальте. В 1921 году был оправдан и освобождён. Он хотел вернуться в Стамбул, но не получил разрешения, и потому выехал на Сицилию. 6 декабря 1921 года Саид Халим-паша был убит в Риме членами партии «Дашнакцутюн» за свою роль в геноциде армян (Операция «Немезис»). Его прах был перевезён в Стамбул.